# Xenopholis scalaris
Espèce
Synonymes
- Elapomorphus scalaris Wucherer, 1861
- Xenopholis braconnieri Peters, 1869
- Gerrhosteus prosopis Cope, 1874
- Sympeltophis ungalioides Werner, 1925

Statut de conservation UICN

 LC  : Préoccupation mineure
Xenopholis scalaris  est une espèce de serpents de la famille des Dipsadidae. Leurs taille adulte varie entre 50 et 100cm. Vivant principalement en Amérique du sud, leur environnement est donc celui qui ci trouve principalement soit les foret tropicales. Le nom Xenopholis scalaris vient du fait qu'ils possèdent des écailles spécifiques avec un motif d'échelle. Cette espèce n'es pas venimeuse et n'es pas dangereuse pour l'humain. Malgré le fait que ce serpent ne soit pas menacé d'après l'UICN, la destruction des habitats pour la création de champs pourrait à l'avenir le faire passer dans des classifications plus préoccupante.

Naturellement, ses prédateurs sont les oiseaux de proie, certains mammifères et parfois certains reptiles. 

## Répartition
Cette espèce se rencontre :
- en Guyane ;
- au Brésil dans les États de Pará et d'Amazonas ;
- en Colombie ;
- en Équateur ;
- dans le nord du Pérou ;
- en Bolivie.

## Publication originale
- Wucherer, 1861 : Description of a new species of Elapomorphus from Brazil. Annals and magazine of natural history, sér. 3, vol. 9, p. 318-319 (texte intégral).